# جينيفر غوتيرز
جينيفر غوتيرز (بالإنجليزية: Jennifer Gutierrez)‏ هي تريثلت أمريكية، ولدت في 28 أبريل 1967.

## وصلات خارجية
- جينيفر غوتيرز على موقع اتحاد الترياتلون الدولي (الإنجليزية)
- جينيفر غوتيرز على موقع اللجنة الأولمبية الدولية (الإنجليزية)
- جينيفر غوتيرز على موقع أوليمبيديا (الإنجليزية)